# Valérie Tétreault
Valérie Tétreault (ur. 21 stycznia 1988 w Saint-Jean-sur-Richelieu) – kanadyjska tenisistka.
Kontakt z zawodowym tenisem rozpoczęła w wieku czternastu lat, w 2002 roku, biorąc udział w kwalifikacjach turnieju ITF w Montrealu, a które skończyła już na pierwszej rundzie. W następnym roku, w Mont Tremblant, zagrała po raz pierwszy w turnieju głównym i dotarła do drugiej rundy, wygrywając wcześniej kwalifikacje. W latach 2004–2005 kontynuowała grę w turniejach ITF a jej największym osiągnięciem z tego okresu był półfinał gry podwójnej na turnieju w Vancouver, osiągnięty w parze z Melanie Gloria. W lutym 2006 roku, otrzymawszy dziką kartę od organizatorów, zagrała w Saguenay, gdzie doszła do finału, pokonując po drodze takie zawodniczki jak: Sharon Fichman, Raquel Kops-Jones czy Heidi El Tabakh. W finale przegrała z Angelique Kerber. W kwietniu na turnieju w Bath po raz drugi w karierze doszła do finału, ale ponownie go przegrała, tym razem z Urszulą Radwańską. Jeszcze tego samego roku osiągnęła dwa finały w grze singlowej i jeden w deblowej, ale ani razu nie udało jej się wygrać. Pierwszy turniej wygrała dopiero w 2009 roku, w Carson, pokonując w finale Amerykankę Alexandrę Stevenson. W sumie w czasie swojej kariery wygrała trzy turnieje singlowe rangi ITF.
W sierpniu 2006 roku otrzymała dziką kartę do udziału w kwalifikacjach turniejach WTA, w Montrealu, gdzie odpadła w pierwszej rundzie, przegrywając z Julią Schruff a w listopadzie, też z dziką kartą, wystąpiła od razu w turnieju głównym w Québecu, ale i tym razem przegrała w pierwszym meczu z Olgą Puczkową i odpadła z turnieju. Rok później, na tym samym turnieju, wygrała swój pierwszy mecz w rozgrywkach WTA, pokonując w pierwszej rundzie Australijkę, Christiną Wheeler. Największe jej osiągnięcia w rozgrywkach tej rangi to udział w dwóch turniejach wielkoszlemowych. W 2009 roku wygrała kwalifikacje do US Open, pokonując w nich Juliję Wakułenko, Karolinę Šprem oraz Angelę Haynes i zagrała w turnieju głównym, w którym jednak przegrała w pierwszej rundzie z Magdaléną Rybárikovą. W styczniu 2010 roku udanie przeszła kwalifikacje do Australian Open, pozostawiając w pokonanym polu takie zawodniczki jak: Camille Pin, Nikola Hofmanova i Maša Zec Peškirič. W turnieju głównym przegrała w pierwszej rundzie z Kim Clijsters. Zagrała jeszcze potem w kwalifikacjach do French Open i US Open, ale nie udało jej się awansować do fazy głównej tych turniejów.
Najwyższe miejsce w światowym rankingu WTA osiągnęła 22 lutego 2010 roku i było to miejsce 112.
Reprezentowała również swój kraj w rozgrywkach Fed Cup.

## Wygrane turnieje rangi ITF
| turnieje z pulą nagród 100 000 $ |
| turnieje z pulą nagród 75 000 $  |
| turnieje z pulą nagród 50 000 $  |
| turnieje z pulą nagród 25 000 $  |
| turnieje z pulą nagród 15 000 $  |
| turnieje z pulą nagród 10 000 $  |

### Gra pojedyncza
|    | Data       | Turniej   | Kat. | ($)    | Naw.   | Finalistka          | Wynik         |
| 1. | 31/05/2009 | Carson    | ITF  | 50 000 | twarda | Alexandra Stevenson | 4:6, 6:2, 6:4 |
| 2. | 14/06/2009 | El Paso   | ITF  | 25 000 | twarda | Mashona Washington  | 6:4, 6:3      |
| 3. | 12/07/2009 | Grapevine | ITF  | 50 000 | twarda | Stéphanie Dubois    | 2:6, 7:6, 7:6 |